# Grodziec Mały
Grodziec Mały (deutsch: Klein Gräditz, 1937–45 Niederfeld) ist ein Dorf in der Landgemeinde Głogów im Powiat Głogowski der Woiwodschaft Niederschlesien in Polen.

## Geografische Lage
Der Ort liegt ca. drei Kilometer nördlich der Stadt Głogów (Glogau). Umliegende Ortschaften sind Sobczyce (Tschopitz) im Norden, Krzekotówek (Klein Vorwerk) im Nordosten, Serby (Zerbau) im Osten, die Stadt Głogów (Glogau) im Süden sowie Zabiele (Sabel) im Nordwesten.
Durch Grodziec Mały verlaufen die Droga wojewódzka 319 von Głogów  nach Sława (Schlawa) sowie die Droga wojewódzka 321 von Głogów nach Nowa Sól (Neusalz an der Oder). Südlich des Ortes fließt die Oder. Der Bahnhof Grodziec Mały lag am Abzweig der Bahnstrecke Grodziec Mały–Kolsko von der Bahnstrecke Łódź–Forst (Lausitz).

## Geschichte
Grodziec Mały wurde erstmals im Jahr 1302 als „Groti-scz“ urkundlich erwähnt. 1318 wurde der Ortsname Grodis geschrieben. Der Ortsname bedeutet kleine Burg. Es gehörte von Anfang an zum Herzogtum Glogau, das seit 1344 ein Lehen der Krone Böhmen war und nach dem Tod des böhmischen Königs Matthias Corvinus 1490 als erledigtes Lehen durch Heimfall an Böhmen fiel.
Nach dem Ersten Schlesischen Krieg 1742 fiel Klein Gräditz mit dem größten Teil Schlesiens an Preußen.
Während der Befreiungskriege wurde es im Jahr 1813 fast vollständig zerstört und nach dem Wiener Kongress knapp 1,5 Kilometer nördlich des ehemaligen Ortsgebietes wiedererrichtet. Im Jahr 1893 bekam Klein Gräditz einen eigenen Friedhof und im Jahr 1902 eine evangelische Kapelle. 1816 wurde es dem Landkreis Glogau eingegliedert, mit dem es bis 1945 verbunden blieb.
1937 wurde er Ortsname wurde 1937 im Zuge der Germanisierung zur Zeit des Nationalsozialismus in Niederfeld geändert.
Als Folge des Zweiten Weltkriegs fiel Klein Gräditz 1945 mit dem größten Teil Schlesiens an Polen. Nachfolgend wurde es in Grodziec Mały umbenannt. Die deutsche Bevölkerung wurde – soweit sie nicht vorher geflohen war – vertrieben. Die neu angesiedelten Bewohner kamen teilweise aus Ostpolen, das an die Sowjetunion gefallen war. Von 1975 bis 1998 gehörte Grodziec Mały zur Woiwodschaft Legnica, nach deren Auflösung in Folge einer Gebietsreform kam es an die Woiwodschaft Niederschlesien.

## Nachweise
1. ↑  GUS 2011: Ludność w miejscowościach statystycznych według ekonomicznych grup wieku (polnisch), 31. März 2011, abgerufen am 6. Juli 2017
2. 1 2  Grodziec Mały. In: ugglogow.com.pl. Abgerufen am 25. April 2017.